# Jamesia globifera
Jamesia globifera là một loài bọ cánh cứng trong họ Cerambycidae.